# نموذج العصبون الحيوي

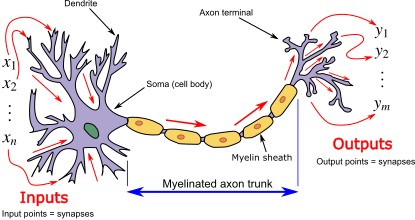
العصبون والمحور الميلاني، مع سير الإشارة العصبية نحو الزوائد العصبية.

نموذج العصبون الحيوي، يعرف أيضًا باسم نموذج العصبون الحسكي (بالإنجليزية: Spike) «تصاعد على شكل حسكي»، هو توصيف رياضي لخصائص خلايا معينة في الجهاز العصبي التي تولد كمونات عمل كهربائية حادة عبر غشاء الخلية، في مدة ميللي ثانية واحدة تقريبًا، كما هو موضح في الشكل رقم 1. تعرف العصبونات الحسكية على أنها وحدات تأشير رئيسية للجهاز العصبي، ولهذا السبب تمثل عملياتها أهمية كبرى. من الجدير بالذكر عدم إنتاج كافة الخلايا في الجهاز العصبي لهذا النوع من الحسكات التي تحدد نطاق نماذج العصبونات الحسكية. على سبيل المثال، لا تنتج الخلايا المشعرة القوقعية، وخلايا المستقبلات الشبكية، والخلايا الشبكية ثنائية القطب، الحسكات. إضافةً لعدم تصنيف العديد من خلايا الجهاز العصبي على أنها عصبونات، وإنما تُصنف على أنها دبق عصبي.
بشكل أساسي، تهدف نماذج العصبونات لشرح الآليات الكامنة خلف عملية الجهاز العصبي بهدف استعادة قدرات التحكم المفقودة مثل الإدراك (مثلًا الصمم أو العمى)، واتخاذ القرارات المحركة للحركات، والتحكم الطرفي المستمر. وبالنسبة لذلك، تتميز نماذج العصبونات الحيوية عن نماذج العصبونات الاصطناعية أنها لا تفترض توقع مخرجات التجارب التي يشترك بها النسيج العصبي الحيوي (بالإضافة لاهتمام نماذج العصبونات الاصطناعية بتنفيذ الإدراك والمهام التقديرية). وفقًا لذلك، تعتبر الصلاحية التجريبية الجانب الهام من نماذج العصبونات الحيوية، بالإضافة لاستخدام الوحدات الفيزيائية لوصف العمليات التجريبية المشتركة مع نموذج التوقعات.
قد تُقسم نماذج العصبونات إلى صنفين وفقًا للوحدات الفيزيائية الخاصة بواجهة النموذج. يمكن تقسيم كل صنف أيضًا وفقًا لمستوى التجريد/التفصيل:
1. نماذج مدخلات-مخرجات الغشاء الكهربائية المتعلقة بالجهد الكهربائي-تنتج هذه النماذج توقعات تخص مخرجات الغشاء المتعلقة بالجهد الكهربائي كوظيفة للتنبيه الكهربائي في مرحلة المدخلات (المتعلقة بالجهد الكهربائي أو ذات التيار). تختلف النماذج العديدة في هذا الصنف في علاقاتها الوظيفية بين مدخلات التيار والمخرجات المتعلقة بالجهد الكهربائي وفي مستوى التفاصيل. بعض النماذج في هذا الصنف هي نماذج صندوق أسود، ويمكن تمييزها فقط بين مستويي قياس للجهد الكهربائي: ظهور الحسكة (التي تعرف أيضًا باسم «جهد الفعل») أو حالة السكون. تكون النماذج الأخرى أكثر تفصيلًا وتعود إلى العمليات ما تحت الخلوية.
2. نماذج مدخلات العصبونات الدوائية أو الطبيعية-ترتبط النماذج في هذا الصنف بين مدخلات التنبيه التي قد تكون إما دوائية أو طبيعية، من أجل احتمالية حدوث الحسكة. مرحلة مدخلات هذه النماذج ليست كهربائية، وإنما تكون إما دوائية (كيميائية) وحدات التركيز، أو وحدات فيزيائية التي تتجسد بتنبيه خارجي مثل الضوء، أو الصوت، أو أشكال أخرى من الضغط الفيزيائي. إضافةً لذلك، تمثل مرحلة المخرجات احتمالية حدوث الحسكة ولا تكون كهربائية متعلقة بالجهد الكهربائي. نموذجيًا، تُعاير احتمالية هذه المخرجات (مقسمةً بواسطة) الثابت الزمني، وتدعى احتمالية المعايرة الناتجة «معدل الإطلاق» وله واحدة الهرتز. يُظهر التوصيف الاحتمالي من خلال النماذج في هذا الصنف تأثره بالتجارب المخبرية التي تشمل إما تنبيهًا دوائيًا أو طبيعيًا والتي تُظهر تباينًا في نمط الحسكات الناتج. ومع ذلك، عند حساب متوسط النتائج التجريبية من خلال عدة تجارب، يُكتشف نمط واضح غالبًا.

على الرغم من أن وجود عدة نماذج توصيفية لمستويات مختلفة من التجريد/التفصيل لا يعتبر اعتياديًا في العلوم والهندسة، يعد عدد نماذج العصبونات الحيوية المختلفة، وفي بعض الأحيان المتناقضة، استثنائيًا بشكل كبير. هذه الحالة هي جزئيًا نتيجة للعديد من الإعدادات التجريبية المختلفة، والصعوبات في فصل الخواص داخلية المنشأ لعصبون مفرد عن تأثيرات القياسات وتفاعلات العديد من الخلايا (تأثيرات الشبكة). لتسريع التقاء النظرية الموحدة، أدرجنا قائمة لعدة نماذج في كل صنف، أشرنا أيضًا للتجارب الداعمة حيثما أمكن.

## نماذج مدخلات-مخرجات الغشاء الكهربائية المتعلقة بالجهد الكهربائي
تصف نماذج هذا الصنف العلاقة بين تيارات الغشاء العصبي في مرحلة المدخلات، وجهد الغشاء في مرحلة المخرجات. أجري التحقيق التجريبي الأكثر شمولية في نماذج هذا الصنف من قبل هودجكين وهاكسلي في بدايات خمسينيات القرن التاسع عشر باستخدام إعداد تجريبي نافذ لغشاء الخلية ويسمح بفرض جهد/تيار محدد للغشاء. تطبق معظم الواجهات العصبية الكهربائية العصرية تنبيهًا كهربائيًا خارج خلوي لتجنب انثقاب الغشاء والذي قد يؤدي لموت الخلية وأذية النسيج. وبالتالي، من غير الواضح درجة احتمال النماذج العصبونية الكهربائية للتنبيه خارج الخلوي.

### الدمج والإطلاق
أحد أقدم نماذج العصبونات، استقصي لأول مرة في عام 1907 من قبل لويس لابيك.
{\displaystyle I(t)=C_{\mathrm {m} }{\frac {dV_{\mathrm {m} }(t)}{dt}}}

### هودجكين وهاكسلي
نموذج هودجكين وهاكسلي (نموذج إتش وإتش) هو نموذج للعلاقة بين جريان تيار الشوارد عبر غشاء الخلية العصبية وجهد الغشاء الخلية. يتكون من مجموعة من المعادلات المختلفة غير الخطية التي تصف سلوك قنوات الشوارد النافذة لغشاء خلية المحوار العملاق للحبار (Squid). حاز هودجكين وهاكسلي على جائزة نوبل في الفسيولوجيا أو الطب في عام 1963 بسبب هذا العمل.

### الدمج والإطلاق التسريبي
أوجد نموذج الدمج والإطلاق التسريبي حلًا لمشكلة الذاكرة من خلال إضافة مصطلح «تسرب» لكمون عمل الغشاء، وانعكس ذلك على انتشار الشوارد الذي يحدث من خلال الغشاء عندما لا يتحقق بعضًا من التوازن في الخلية.

### الدمج والإطلاق التسريبي ذو الترتيب التجزيئي
أدت التطورات الأخيرة في التفاضل والتكامل الحسابي والنظري التجزيئي إلى نموذج ذو شكل جديد، يدعى الدمج والإطلاق التسريبي ذو الترتيب التجزيئي، طُور من قبل تيكا وآخرون. الميزة الكبرى لهذا النموذج أنه يستطيع التقاط كافة النشاطات السابقة ودمجها، ويمكنه إعادة إنتاج التكيفات الحسكية المعتمدة على الزمن الملاحظة في العصبونات الهرمية.

### غالفز ولوشرباخ
نموذج غالفز ولوشرباخ هو تطوير مخصص لنموذج الدمج والإطلاق التسريبي. يعتبر بطبيعته عشوائيًا. طُور من قبل عالم الرياضيات أنطونيو غالفز وإيفا لوشرباخ.

### الدمج والإطلاق الأُسي
يكون توليد الحسكات بشكل أُسي في نموذج اندمج وأطلق الأُسي.

### فيتسهيو ونوغومو
قُدمت تبسيطات واضحة لنموذج هودجكين وهاكسلي من قبل فيتسهيو ونوغومو في عام 1961 وعام 1962.

### موريس وليكار
في عام 1981، جمعت موريس وليكار نموذج هوجكين وهاكسلي ونموذج فيتسهيو ونوغومو بنموذج قنوات الكالسيوم المبوبة بالجهد الكهربائي مع قنوات البوتاسيوم المقومة المتأخرة.

### هندمارش وروز
بناءً على نموذج فيتسهيو ونوغومو، اقترح هندمارش وروز في عام 1984 نموذجًا للنشاط العصبي.

### نظرية الأسلاك
تصف نظرية الأسلاك التغصنات الشجيرية على أنها بنى أسطوانية تمثل نمطًا عشوائيًا من التشعبات، تشبه الأغصان في شجرة ما.

### النماذج الحيّزية
يقدم نموذج الأسلاك عددًا من التبسيطات من أجل إعطاء نماذج تحليلية، إذ يجب أن تتفرع التغصنات الشجيرية إلى أزواج متناقصة بنمط ثابت. يقبل النموذج الحيزي أي طوبولوجيا شجرة مطلوبة ذات أغصان اعتباطية وأطوال، لكنه يقدم تبسيطات في التبادلات بين الأغصان من أجل التعويض. وبالتالي، يعطي النموجان نتائج تكميلية، أي لا يعد أي منهما بالضرورة أكثر دقةً من الآخر.

## نماذج مدخلات العصبونات ذات التنبيه الطبيعي
تشتق النماذج من هذا الصنف في تجارب لاحقة تشمل تنبيهًا طبيعيًا مثل الضوء، والصوت، واللمس، أو الرائحة. في هذه التجارب، يختلف نمط الحسكة الناتج عن كل عرض تنبيهي من تجربة إلى أخرى، لكن متوسط الاستجابة من عدة تجارب غالبًا ما يتحول إلى نمط واضح. بالتالي، تولد النماذج في هذا الصنف علاقة احتمالية بين تنبيهات المدخلات لإحداث حسكة.

### نموذج عملية بواسون غير المتجانسة (زيبرت)
نمذج زيبرت نمط إطلاق حسكة العصبونات باستخدام نموذج عملية بواسون غير المتجانسة، وفق تجارب تشتمل الجهاز السمعي.

### نموذج الحالتين لماركوف (نوسنسون وميسر)
ينتج نموذج العصبون الحسكي من قبل نوسنسون وميسر احتمالية إطلاق العصبون لحسكة كوظيفة لتنبيه إما خارجي أو دوائي.

## النماذج اللاماركوفية
قائمة النماذج اللاماركوفية التي نشرت هي كالتالي:
1. جونسون، وسوامي.
2. بيري وميستر.
3. كاس وفينتورا.

### نموذج ثيتا
- نموذج ثيتا، أو نموذج إرمينتروت-كوبل المعياري، هو نموذج طور في الأصل من أجل نمذجة العصبونات عند حيوانات الأبليسيا (نوع من الرخويات)، وبشكل خاص مجهزة جيدًا لوصف الاندفاع القطعي المكافئي.
- نماذج مدخلات العصبونات ذات التنبيه الدوائي
- تنتج نماذج هذا الصنف توقعات خاصة بالتجارب التي تشمل تنبيهًا دوائيًا.[8]

### الانتقال المشبكي (كوخ وسيغيف)
وفقًا لنموذج كوخ وسيغيف، يمكن نمذجة استجابة العصبون للنواقل العصبية المفردة كامتداد لنموذج هودجكين وهاكسلي في كلا التيارات الحركية القياسية وغير القياسية.

### نموذج الحالتين لماركوف (نوسنسون وميسر)
ينقل نموذج نوسنسون وميسر تراكيز النواقل العصبية في مرحلة المدخلات من أجل احتمالية إطلاق النواقل العصبية في مرحلة المخرجات.

### نموذج إتش تي إم العصبوني
طُور نموذج إتش تي إم العصبوني من قبل جيف هوكنز وباحثين في نومينتا ويعتمد على نظرية تدعى الذاكرة الزمانية التراتبية، التي وُصفت في كتاب «عن الذكاء». تعتمد على العلوم العصبية والفيزيولوجيا وتبادلات الخلايا الهرمية في القشرة الجديدة للدماغ البشري.

## التطبيقات
تعد مسألة النمذجة العصبية جوهر المشاريع التالية:
- البدلة الشبكية الكهربائية
- البدلة الشبكية المعتمدة على النواقل العصبية
- زراعة القوقعة
- واجهة الحاسوب والدماغ
- التحكم بالأطراف الاصطناعية والإحساس.[9]